# بوبر شلی
بوبر شلی (نام علمی: Arizelocichla masukuensis) نام یک گونه از سرده بوبرهای آفریقایی است.